# Natividade da Serra (ort)
Natividade da Serra är en ort i Brasilien.   Den ligger i kommunen Natividade da Serra och delstaten São Paulo, i den sydöstra delen av landet, 900 km söder om huvudstaden Brasília. Natividade da Serra ligger 732 meter över havet och antalet invånare är 6 681.
Terrängen runt Natividade da Serra är lite kuperad. Runt Natividade da Serra är det glesbefolkat, med 8 invånare per kvadratkilometer.. Natividade da Serra är det största samhället i trakten.
I omgivningarna runt Natividade da Serra växer i huvudsak städsegrön lövskog.